# Swakop
Der Swakop ist zusammen mit seinem Nebenfluss Khan einer der größten zeitweise wasserführenden Trockenflüsse (Riviere) im Westen Namibias. Er ist 460 km lang und hat ein 29.409 km² großes Einzugsgebiet. Bei Swakopmund mündet er in den Südatlantik. 

## Namensbedeutung
Der Name stammt aus der Sprache der Nama und Damara, Khoekhoegowab: Tsoa-xaub bzw. Tsoakhaub. Tsoa bedeutet Exkrementenöffnung oder Anus, während xaub für die abgegebenen Exkremente steht. Dieser Name erklärt sich aus der Beobachtung, dass der Fluss bei Regen große Mengen bräunlichen Schlamms mit sich führt und in den Atlantischen Ozean entlässt.

## Hydrologie
Der Swakop entwässert ein knapp 30.000 km² großes Einzugsgebiet, das sich von der Mündung in den Atlantik bei Swakopmund über Otjimbingwe bis etwa 50 km östlich von Okahandja und südlich in das Khomas-Hochland bis hinter Windhoek erstreckt. Der höchste Punkt des Einzugsgebiets liegt auf 2480 m. Der Jahresniederschlag variiert von 0 mm im Unterlauf bis zu 475 mm im Bereich des östlichen Khomas-Hochlands. 39 % des Einzugsgebiets erfahren Niederschläge größer als 300 mm pro Jahr und ganze 80 % des Einzugsgebiets Jahresniederschläge über 100 mm.
Der Von-Bach-Damm bei Okahandja und der Swakoppforte-Damm westlich von Groß Barmen im Oberlauf des Swakop sind für die Wasserversorgung Zentral-Namibias von herausragender Bedeutung. Wie alle Riviere weist auch der Swakop eine Reihe von bedeutenden Quellen und im Unterlauf größere Feuchtgebiete auf. Anstehendes Grundwasser führt dort nicht selten zu Bodenversalzung.
Immer wieder treten stärkere Überschwemmungen im Unterlauf auf, deren Ursache liegt im immer weiter durch Landnutzung zurückgedrängten Galeriewald. Dies trägt zu einem verstärkten und schnelleren Abfluss und erhöhter Erosion des Swakop-Schwemmlands bei.
Zuletzt 2011/12 und am 16. Februar 2022 erreichte der Swakop den Atlantik.

## Vegetation und Fauna

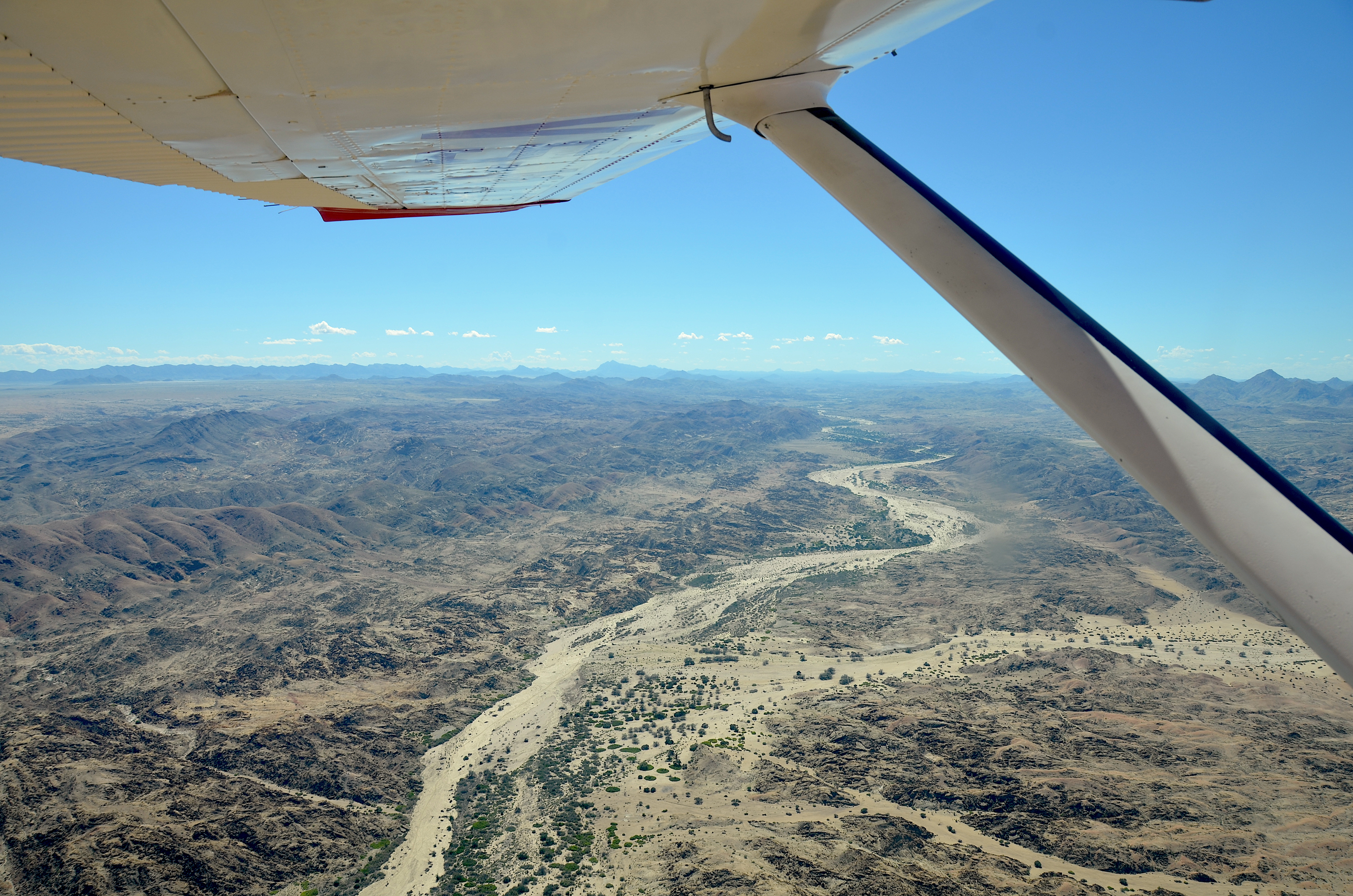
Der Swakop 13 km nordöstlich von Langer Heinrich (2017)

Aufgrund seiner Größe und Ausdehnung weist der Swakop ein sehr abwechslungsreiches Einzugsgebiet auf. 29 % der Fläche liegen im Bereich der Hochveld-Savanne, 28 % sind Dornstrauchsavanne, 34 % Halbwüste und Savannen-Übergangszone und 9 % entfallen auf die zentrale Namib. Im Bereich des Hochlands herrscht mehr oder weniger dichte Buschvegetation vor. Im ariden Unterlauf beschränkt sich stärkere Vegetation auf das direkte Swakoptal mit der typischen Galerievegetation aus Anabäumen (Faidherbia albida), Tamariske (Tamarix), Kameldorn (Acacia erioloba), Salvadora, verschiedenen Feigenarten, Euclea aber auch Tabak (Nicotiana spp.), Stechapfel (Datura) und Mesquite (Prosopis spp.) als invasive Arten.
Wild kommt im Bereich des Swakop praktisch nur im wenig besiedelten Unterlauf vor und beschränkt sich auf Antilopen, kleinere Raubtiere und Vögel. Großwild wie Elefanten, Nashorn sowie Löwen und andere Großkatzen sind heute nicht mehr anzutreffen. Im übrigen Einzugsgebiet befinden sich jedoch eine ganze Reihe von Gäste- und Wildfarmen, die auch Großkatzen eine Heimat bieten.

## Nutzung und Besiedlung

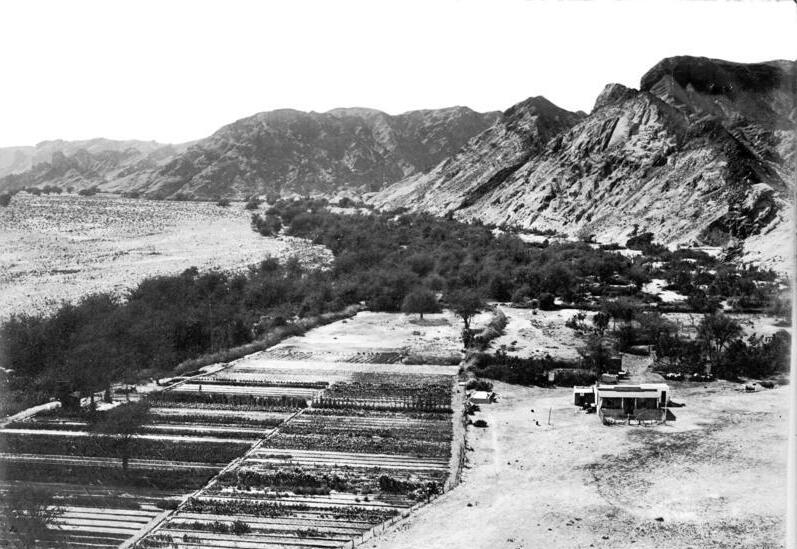
Farm Goanikontes im Swakoptal, um 1906

Im Gegensatz zu den übrigen Trockenflüssen in Namibias Westen liegen im Einzugsgebiet des Swakops größere Ansiedlungen, so die Städte Usakos, Karibib, Otjimbingwe, Okahandja und die Hauptstadt Namibias, Windhoek, so dass die Einwohnerzahl im Einzugsgebiet über 200.000 liegt.
Während im Oberlauf auf den flussfernen Farmen vielfach extensive Weidewirtschaft betrieben wird, erlauben die Staudämme und der hohe Grundwasserstand entlang des ganzen Swakoptals auch intensivere Landwirtschaft und sogar Gemüsebau, so zum Beispiel den Anbau des Swakopmunder Spargels bei Goanikontes. Die hohe Grundwasserentnahme in der Landwirtschaft und der hohe Wasserverbrauch in den Städten hat eine zunehmende Absenkung des Grundwasserspiegels zur Folge. Dies führt insbesondere im Unterlauf zum Versiegen zahlreicher Quellen sowie zum Absterben der Galerievegetation. Durch die landwirtschaftliche Nutzung ist die Erosion stark erhöht, so dass immer mehr wertvoller Boden verloren geht und die Flutintensität des Swakop zunimmt.
Die Uranminen „Langer Heinrich“ im Unterlauf des Swakop sowie Rössing am Khan tragen nicht nur mit einem hohen Wasserverbrauch zur weiteren Absenkung des Grundwasserspiegels bei, es wird auch immer wieder behauptet, dass radioaktiver Staub über den Khan in den Swakop gelangt und das dort angebaute Gemüse kontaminiert.
Ein bekanntes Bauwerk ist die Swakopbrücke.

## Galerie

Mondlandschaft Swakoptal in Namibia
Der laufende Swakop etwa 22 Kilometer vor Swakopmund am 22. April 2011 (Kameraposition ähnlich Bild in der Infobox)
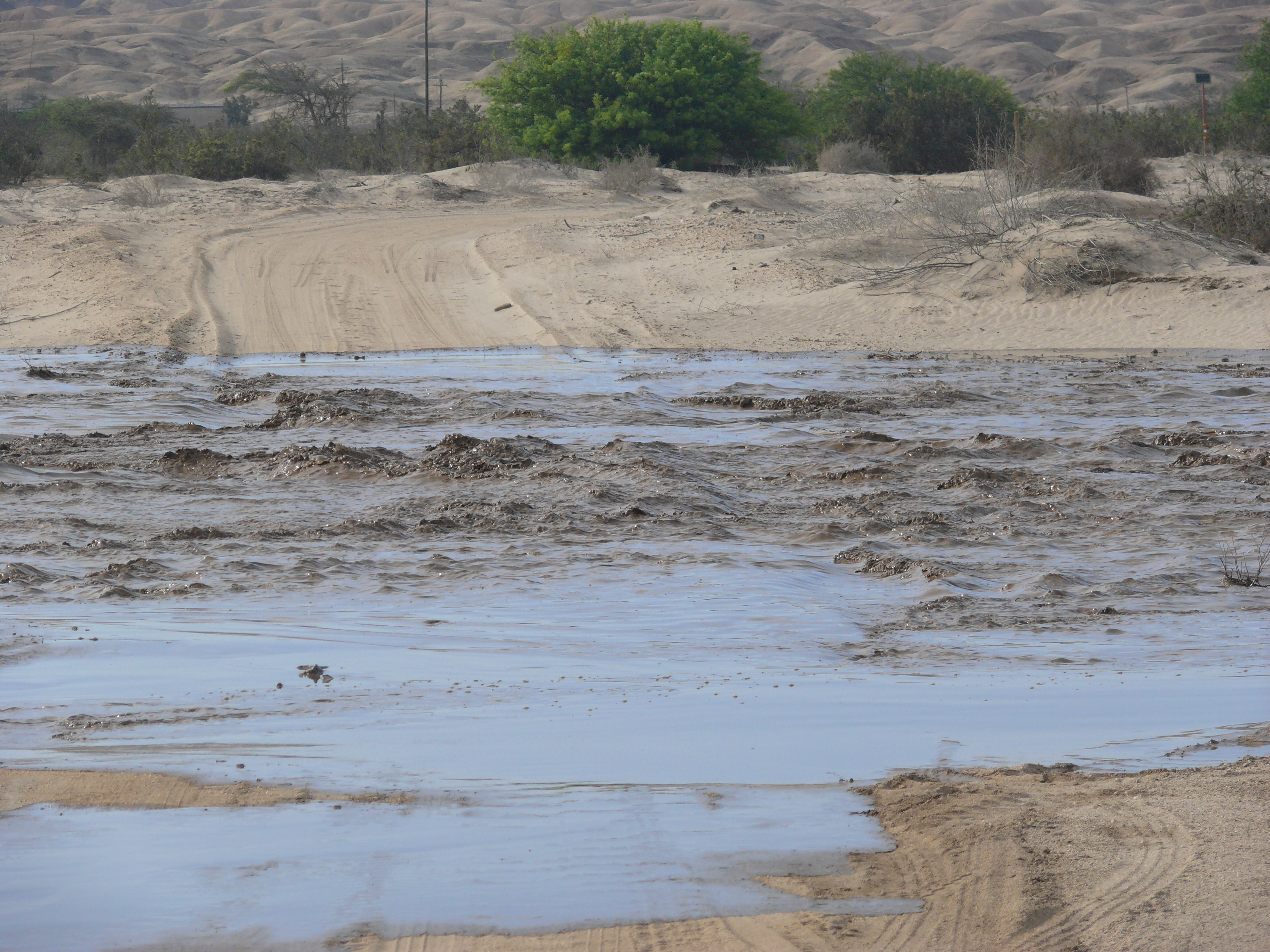
Der Swakop etwa 20 Kilometer vor Swakopmund am 15. Februar 2008
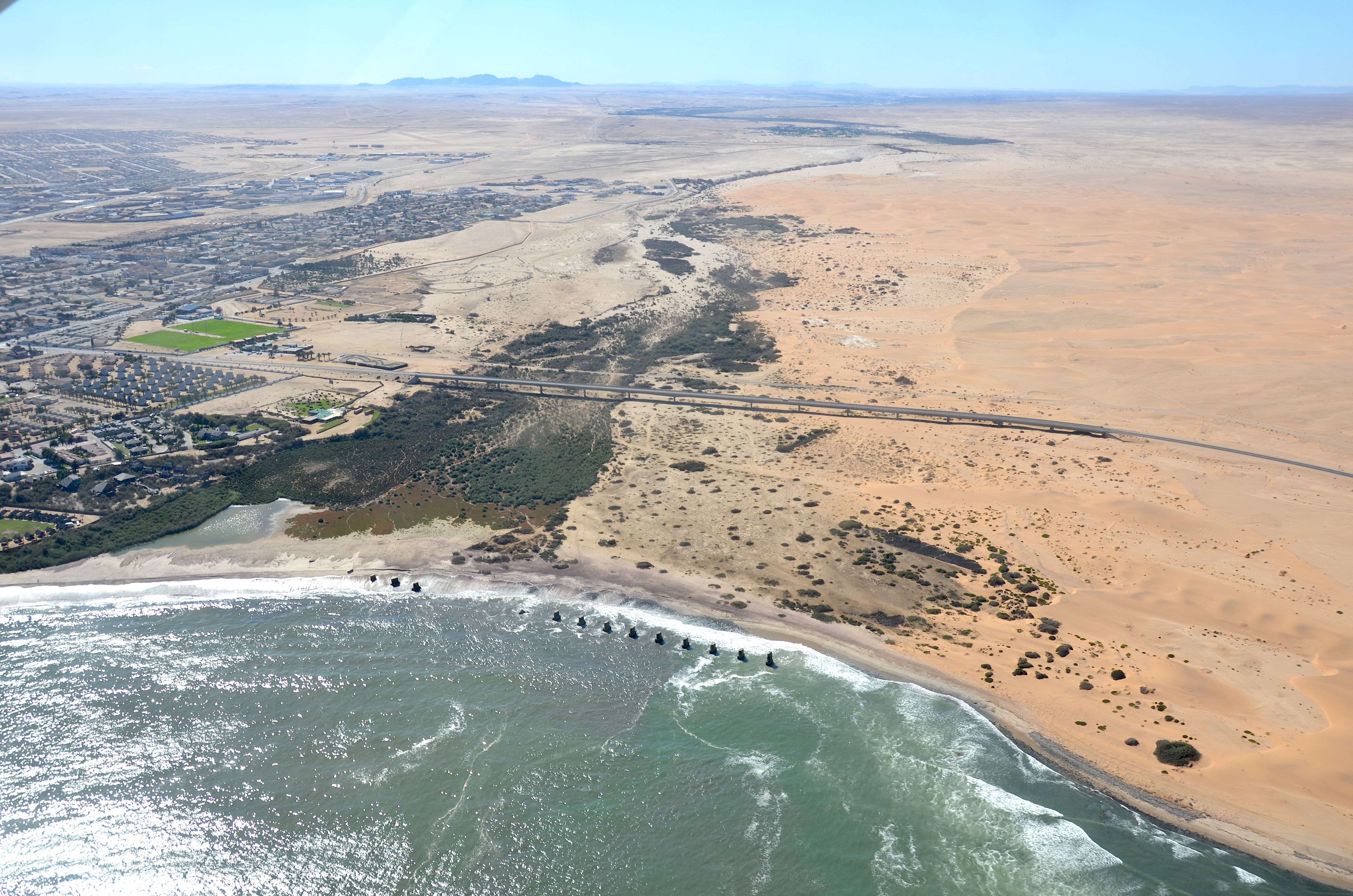
Die Mündung des Swakop in den Atlantischen Ozean (2017). Im Vordergrund die Pfeiler der alten Bahnstrecke
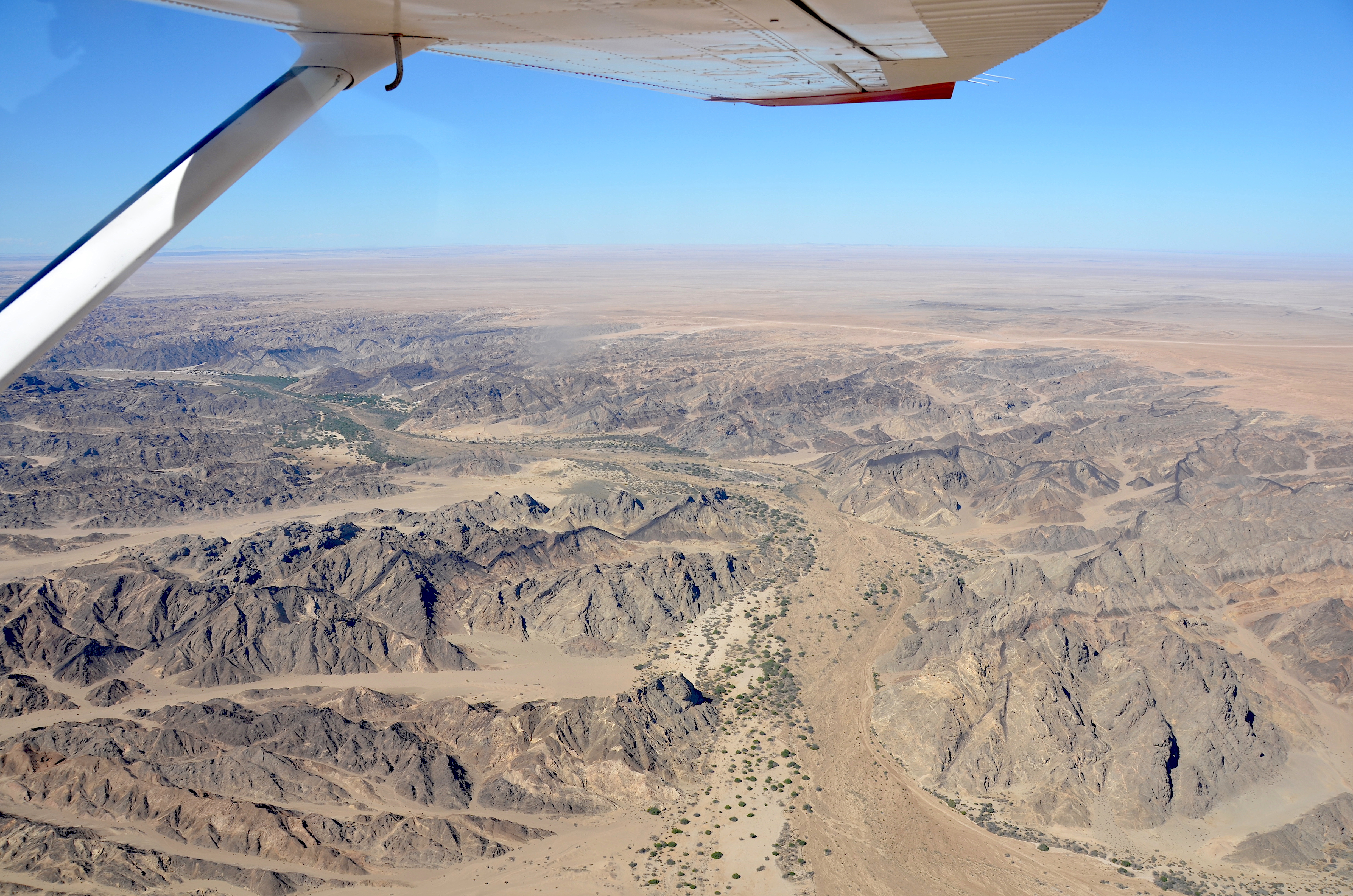
Der Swakop aus der Vogelperspektive (2017)